# Sericostachys scandens
Sericostachys scandens är en amarantväxtart som beskrevs av Ernest Friedrich Gilg och Lopr. Sericostachys scandens ingår i släktet Sericostachys och familjen amarantväxter. Utöver nominatformen finns också underarten S. s. tomentosa.